# Cachoeirinha (distrito de São Paulo)
Cachoeirinha es un distrito ubicado en la zona nordeste de la ciudad de Sao Paulo, Brasil. Administrativamente pertenece a la subprefectura de Casa Verde. 

## Distritos limítrofes
- Municipio de Mairiporã (norte)
- Mandaqui (este)
- Casa Verde y Limão (sur)
- Brasilândia y Freguesia do Ó (oeste)